# FHEIG-Syndrom
Das FHEIG-Syndrom ist ein sehr seltenes angeborenes Dysmorphie-Syndrom, welches bereits im Neugeborenenalter oder als Kind auffällig wird. Das  englischsprachige Akronym steht für Facial dysmorphism, Hypertrichose, Epilepsie, Intellektuelle Entwicklungsstörung und Gingivahyperplasie.
Die Bezeichnung wurde durch die Hamburger Ärztin Christiane K. Bauer und Mitarbeiter im Rahmen der Erstbeschreibung aus dem Jahre 2018 vorgeschlagen.

## Verbreitung
Die Häufigkeit wird mit unter 1 zu 1.000.000 angegeben, die Vererbung erfolgt autosomal-dominant.

## Ursache
Der Erkrankung liegen heterozygote Mutationen im KCNK4-Gen auf Chromosom 11 Genort q13.1 zugrunde, welches für ein Protein namens Potassium channel subfamily K member 4 kodiert.

## Klinische Erscheinungen
Klinische Kriterien sind:
- Gesichtsauffälligkeiten wie lange Wimpern, tief ansetzende Ohrmuscheln, vorgestülpte Unterlippe, großer Mund, Mikrognathie und Retrognathie
- generalisierte Hypertrichose
- Epilepsie
- intellektuelle Entwicklungsstörung
- Gingivahyperplasie

Bei einigen Betroffenen kommen Sehstörungen hinzu.

## Diagnose
Die Diagnose ergibt sich aus der Kombination klinischer Befunde und kann durch humangenetische Untersuchung gesichert werden.

## Differentialdiagnostik
Abzugrenzen sind das Cantú-Syndrom und das Zimmermann-Laband-Syndrom.

## Therapie
Eine Behandlung ist derzeit nicht bekannt.